# Bernd Scheiff
Bernd Scheiff (* 24. März 1959 in Kirchheim) ist ein deutscher Jurist und Richter. Er ist seit 2021 Präsident des Oberlandesgerichtes Köln.

## Leben
Bernd Scheiff wuchs in seinem Geburtsort Kirchheim im landwirtschaftlichen Betrieb seiner Eltern auf. Nach dem Abitur studierte er Rechtswissenschaften und absolvierte das Referendariat in Bonn. Er trat 1987 beim Landgericht Bonn in den richterlichen Dienst des Landes Nordrhein-Westfalen. Am Landgericht Bonn, wo er 1991 zum Richter ernannt wurde, nahm er neben seiner rechtsprechenden Tätigkeit zudem Aufgaben in der Gerichtsverwaltung wahr.
Im Dezember 1998 wurde Scheiff zum Richter am Oberlandesgericht Köln ernannt und übernahm die Leitung des Dezernates für Haushalts-, Bau- und Grundstücksangelegenheiten, welches unter anderem für die Betreuung der Bauvorhaben im Oberlandesgerichtsbezirk Köln zuständig ist.
Im Jahr 2003 wechselte Scheiff als Vizepräsident an das Landgericht Aachen und war dort Vorsitzender in einer Berufungs- und Beschwerdekammer. Anschließend wurde er im Mai 2008 zum Präsidenten des Landgerichtes Mönchengladbach und im Oktober 2013 zum Präsidenten des Landgerichtes Düsseldorf ernannt, wo er zudem Vorsitzender einer Berufungszivilkammer war.
Am 21. Dezember 2021 wurde Scheiff von Justizminister Peter Biesenbach zum Präsidenten des Oberlandesgerichtes Köln ernannt. Er ist der Nachfolger von Margarete Gräfin von Schwerin. Zuvor war die Stelle des Präsidenten aufgrund eines Rechtsstreites zwischen dem Land Nordrhein-Westfalen und einer Konkurrentin, welchen diese verlor, fast zwei Jahre unbesetzt gewesen.
Scheiff ist verheiratet und hat drei Kinder.